# Kattya González

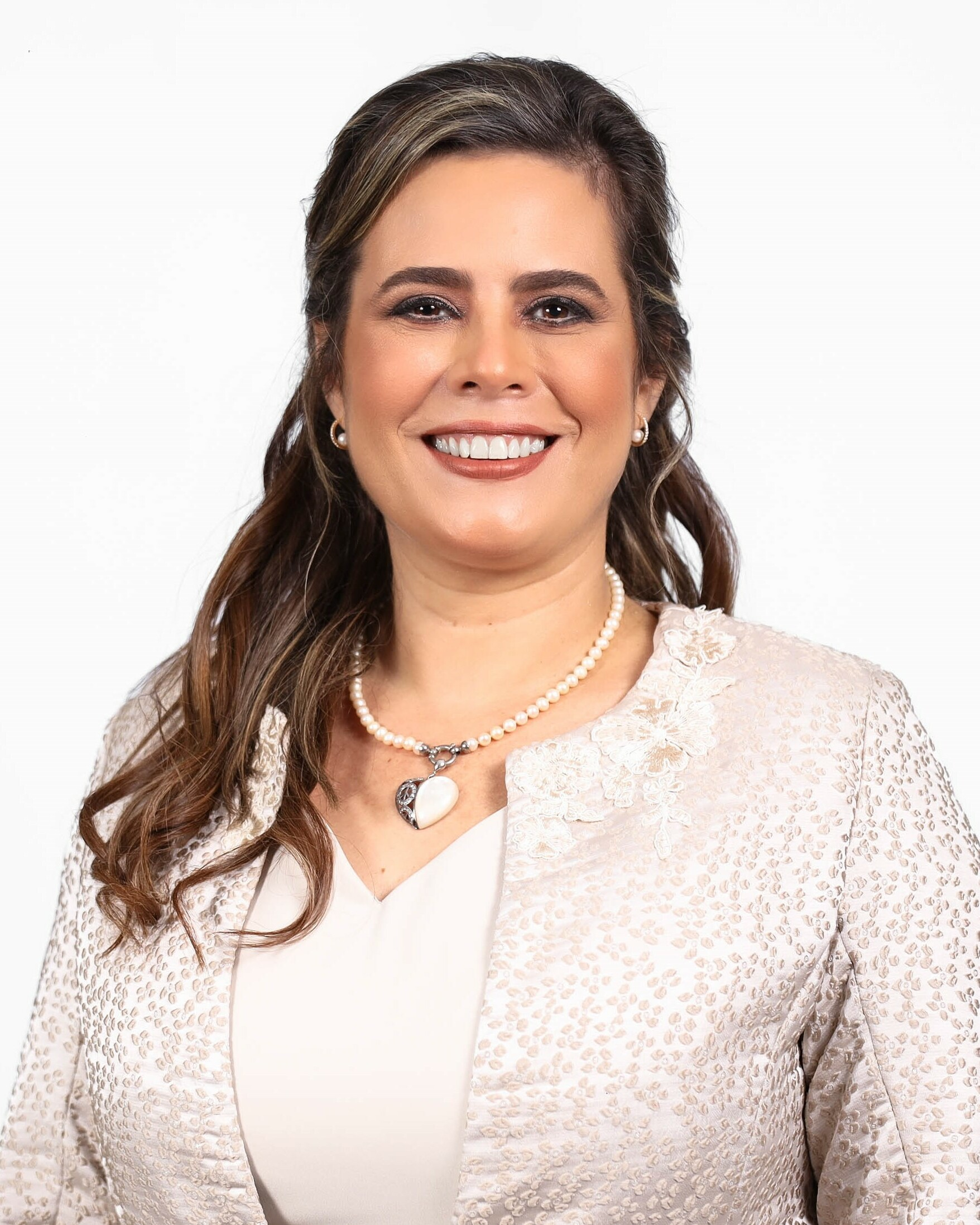
Kattya González (2023)

Kattya Mabel González Villanueva (* 24. Juli 1977 in Asunción) ist eine paraguayische Politikerin der Nationalen Begegnungspartei PEN (Partido Encuentro Nacional), die unter anderem zwischen 2018 und 2023 Mitglied der Abgeordnetenkammer (Cámara de Diputados) war und seit 2023 Mitglied des Senats (Senado de Paraguay) ist.

## Leben
Kattya Mabel González Villanueva, Tochter von Marcial González Safstrand und Zully Villanueva, absolvierte nach dem Schulbesuch ein Studium an der Fakultät für Rechtswissenschaften und Diplomatie der Universidad Católica Nuestra Señora de la Asunción (UCA) sowie der Justizschule (Escuela Judicial Paraguaya) und nahm daraufhin eine Tätigkeit als Rechtsanwältin auf. Ihre Promotion in den Fächern Öffentliche Angelegenheiten und Governance an der Universidad Columbia del Paraguay (UCP) schloss sie mit der Dissertation Ley Marco de Procedimiento Legislativo para la sistematización y aprobación de leyes en el Congreso de la República del Paraguay („Gesetzlicher Rahmen des Gesetzgebungsverfahrens zur Systematisierung und Genehmigung von Gesetzen im Kongress der Republik Paraguay“) ab. Sie war daraufhin Postgraduiertendozentin an Universitäten und Dozentin für Graduiertenstudiengänge in verschiedenen Teilen des Landes, Professorin für Agrar- und Arbeitsrecht an der Juristischen Fakultät der Universidad Católica Nuestra Señora de la Asunción, Professorin für Arbeitsrecht am Höheren Institut für Steuer-, Handels- und Verwaltungsausbildung FOTRIEM (Instituto Superior de Formación Tributaria, Comercial y Administrativa).
Als Mitglied der Nationalen Begegnungspartei PEN (Partido Encuentro Nacional) war sie zwischen 2006 und 2010 Mitglied des Stadtrates von Villa Elisa, die als eine der Städte mit der höchsten Kriminalitätsrate des Landes gilt, und engagierte sich als Präsidentin des Coordinadora de Abogados Paraguayos, eine Gewerkschaft, die für die Beseitigung von Korruption und Straflosigkeit in der Justiz kämpft. Bei der Parlamentswahl am 22. April 2018 wurde sie für den PEN im Departamento Central zum Mitglied der Abgeordnetenkammer (Cámara de Diputados) gewählt, dem Unterhaus des Nationalkongresses (Congreso Nacional de la República del Paraguay). Während ihrer Parlamentszugehörigkeit war sie zwischen 2018 und 2023 Vizepräsidentin des Ausschusses für die Kontrolle der Buchhaltung und des Haushaltsvollzugs (Comisión de Cuentas y Control de Ejecución Presupuestaria) sowie Vorsitzende der PEN-Fraktion. Des Weiteren war sie von 2019 bis 2023 Sekretärin des Ausschusses für Gesetzgebung und Kodifizierung (Comisión de Legislación y Codificación) und engagierte sich als Präsidentin der Parlamentarischen Fronten gegen Korruption und Straflosigkeit sowie für die Rechte von Kindern und Jugendlichen.
Bei der darauf folgenden Parlamentswahl am 30. April 2023 wurde sie für den Partido Encuentro Nacional für eine fünfjährige Legislaturperiode zum Mitglied des Senats (Senado de Paraguay) gewählt, dem Oberhaus des Nationalkongresses. In der Sitzungsperiode 2023/2024 fungierte se als Berichterstatterin im Ausschuss für Gesetzgebung, Kodifizierung, Justiz und Arbeit (Comisión de Legislación, Codificación, Justicia y Trabajo) und ist ferner Mitglied des Parlaments der Wirtschaftsorganisation Mercosur.
Aus ihrer 2007 geschlossenen Ehe mit dem Juristen Luis María Casco gingen zwei Kinder hervor.

## Amtsenthebung
Sie kämpfte auch als Senatorin vehement gegen die Organisierte Kriminalität sowie die weitverbreitete Korruption im Land, insbesondere bei den Politikern der Regierungspartei. Infolgedessen wurde sie am 14. Februar 2024 von diesen und deren Alliierten ihres Amtes enthoben. Dabei hielten sich die Abgeordneten nicht einmal an die im Senat geltende Regelung, wonach für die Absetzung eines Senators 30 Stimmen nötig sind, denn es kamen nur 23 zustande.
Als Reaktion auf ihre unrechtmäßige Amtsenthebung mahnten neben zahlreichen Bürgerprotesten
auch die Organisation Amerikanischer Staaten, die Botschafter der Vereinigten Staaten, Deutschlands und weiterer europäischer Staaten, die Bischofskonferenz von Paraguay, über 20 Frauenrechtsorganisationen sowie Studenten der größten Universität des Landes UNA, als auch die Professorenvereinigung der UCA die Einhaltung parlamentarischer Regeln und die Bewahrung der Demokratie an. Den Protesten schlossen sich außerdem die verschiedenen Wirtschaftsverbände Paraguays an, die eine instabile politische Lage und damit eine negative Auswirkung auf ausländische Investitionen im Land befürchten.

## Veröffentlichungen
- Garantías Constitucionales en el Constitucionalismo Iberoamericano” escrito en la Universidad Complutense de Madrid - España, 2006
- Reforma Constitucional. Debate Previo. El Poder Judicial y la Constitución. Corrupción en la Corte Suprema de Justicia, 2013
- Ni opresores, ni siervos; ciudadanos. Aportes en materia de Reforma Constitucional, Mitautorin, 2016
- Derecho Parlamentario y Técnica Legislativa en Paraguay, Mitautorin, 2019
- Cartas a Marito o la Sordera del Estado burocrático, 2020
- Dejamos Constancia. Nuestro paso por la Cámara de Diputados de Paraguay, 2022